# Jan Wolkerstuin

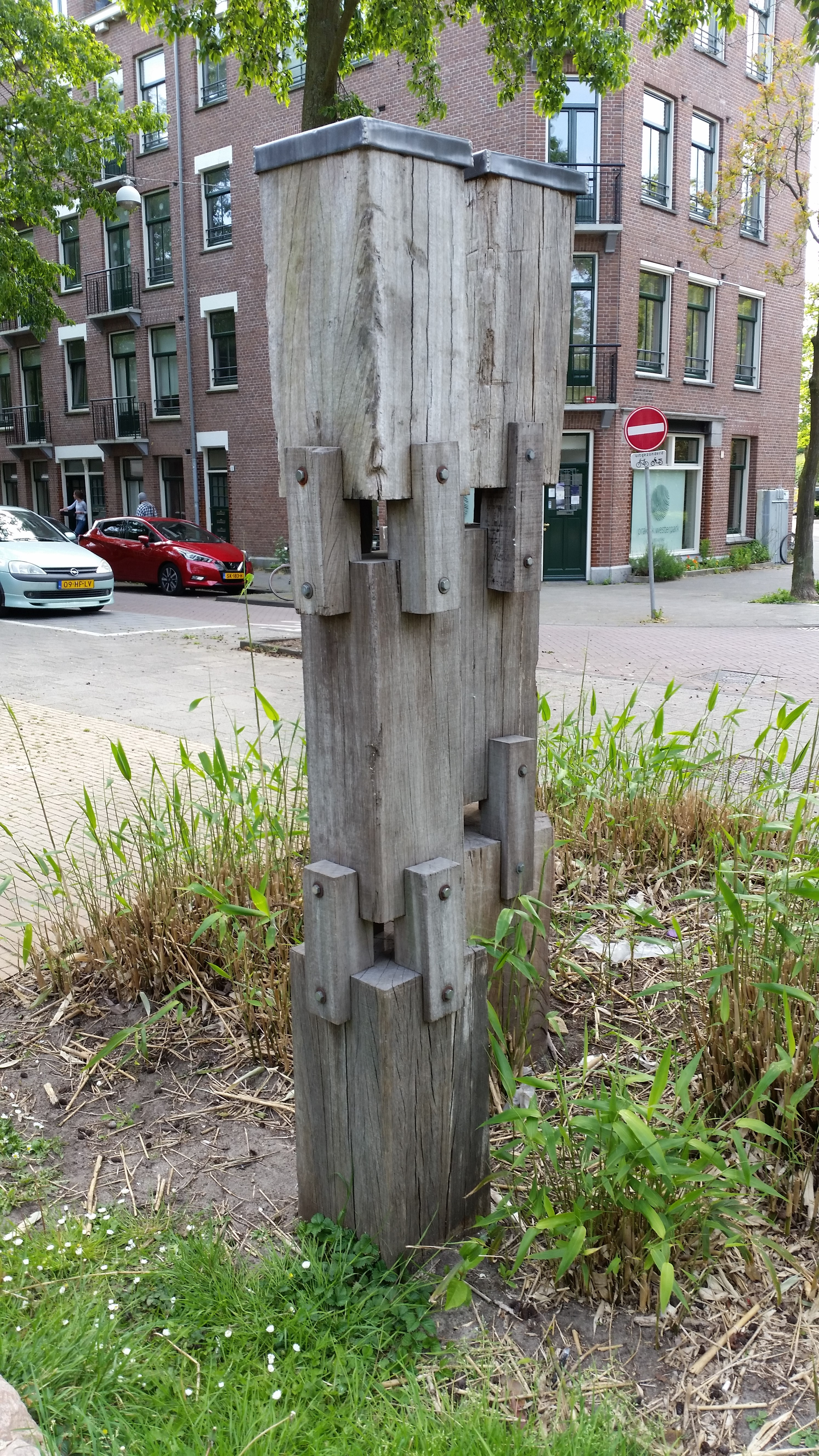
Titelloos werk van Jan Wolkers (mei 2020)

Jan Wolkerstuin is een officieuze benaming voor een groenstrook in Amsterdam-West, Spaarndammerbuurt.

## Park
In 2008 stelde Groen Links Amsterdam voor een plek in de openbare ruimte te vernoemen naar de in 2007 overleden schrijver Jan Wolkers. Het werd in de gemeenteraad besproken en er werden aan de stadsdelen gevraagd met voorstellen te komen. Uit de voorstellen werd het plan van stadsdeel Westerpark gerealiseerd. Aan het begin van de Polanenstraat aan de Zaandijkstraat lag een groenstrook, die die naam meekreeg. Mede naar aanleiding van verzoeken van Jans weduwe Karina Wolkers werd de groenstrook, die alleen toegankelijk is voor voetgangers als openbare tuin, ingericht. Diverse gemeenten lieten officieel straten etc. naar Jan Wolkers vernoemen (een laan in Kloetinge en een singel in Utrecht), maar in Amsterdam werd het vooralsnog niet opgenomen in de Basisregistratie Adressen en Gebouwen (gegevens 2019).
De tuin werd 1 maart 2010 geopend door Karina Wolkers en Marijke Vos, dan wethouder te Amsterdam namens Groen Links.

## Kunst
De Jan Wolkerstuin werd aan de zijde van de Zaandijkstraat voorafgegaan door een perk met struiken. Tussen die struiken en deels daardoor overwoekerd stond een titelloos artistiek kunstwerk van Wolkers. Het bestaat uit twee abstracte beelden die zijn gemaakt van hout van oude Texelse dukdalven. In voorjaar 2020 werd het perkje gesnoeid, waardoor het beeld beter zichtbaar werd. Ook aan het eind bij de Polanenstraat is kunst te vinden. Er staan twee houten beelden van Duits fabrikaat alsmede een groot tegeltableau dat onderdeel is van het Kindlint Haasje Over

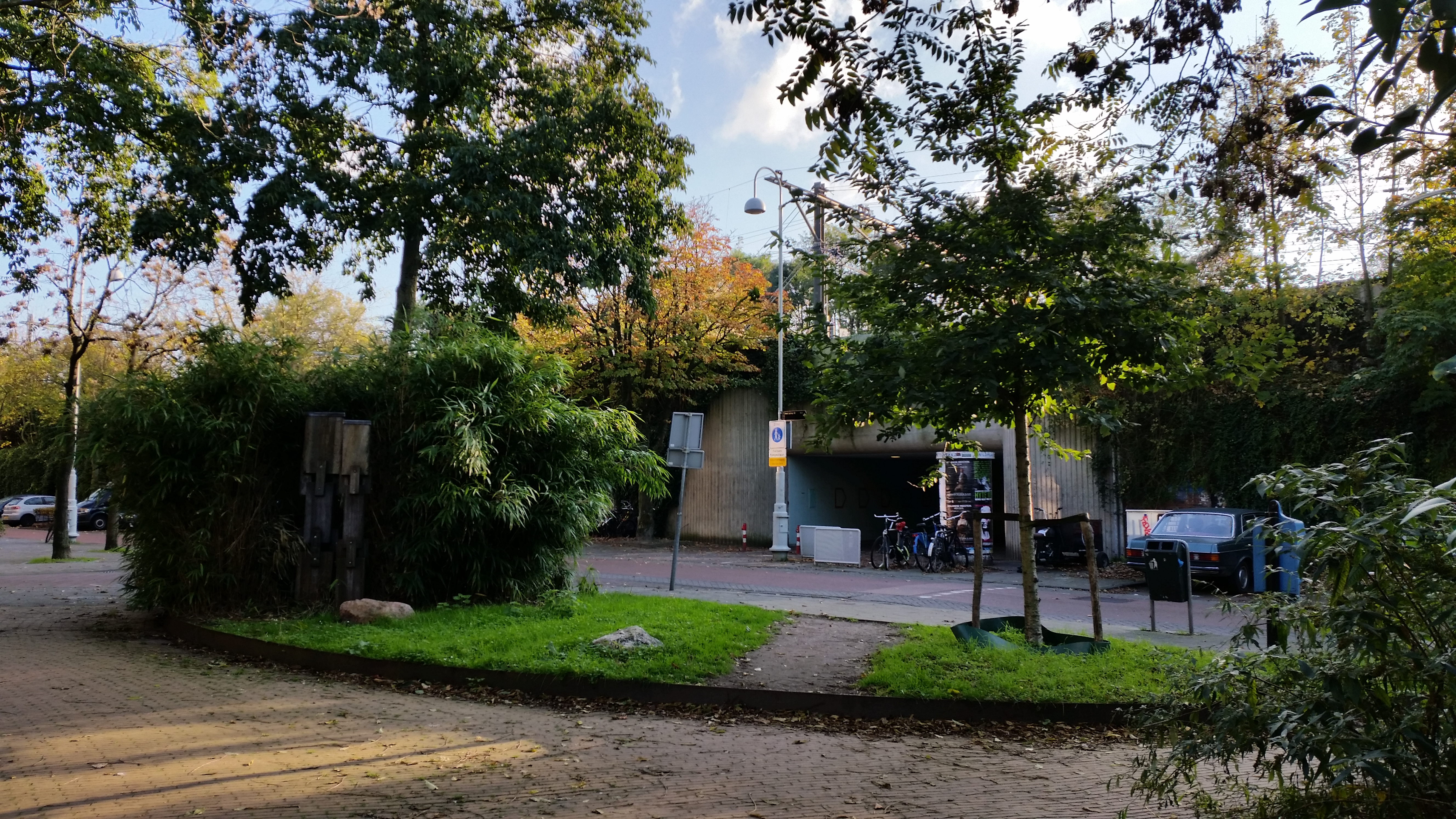
Links de verborgen twee houten constructies in plantsoen (oktober 2019)

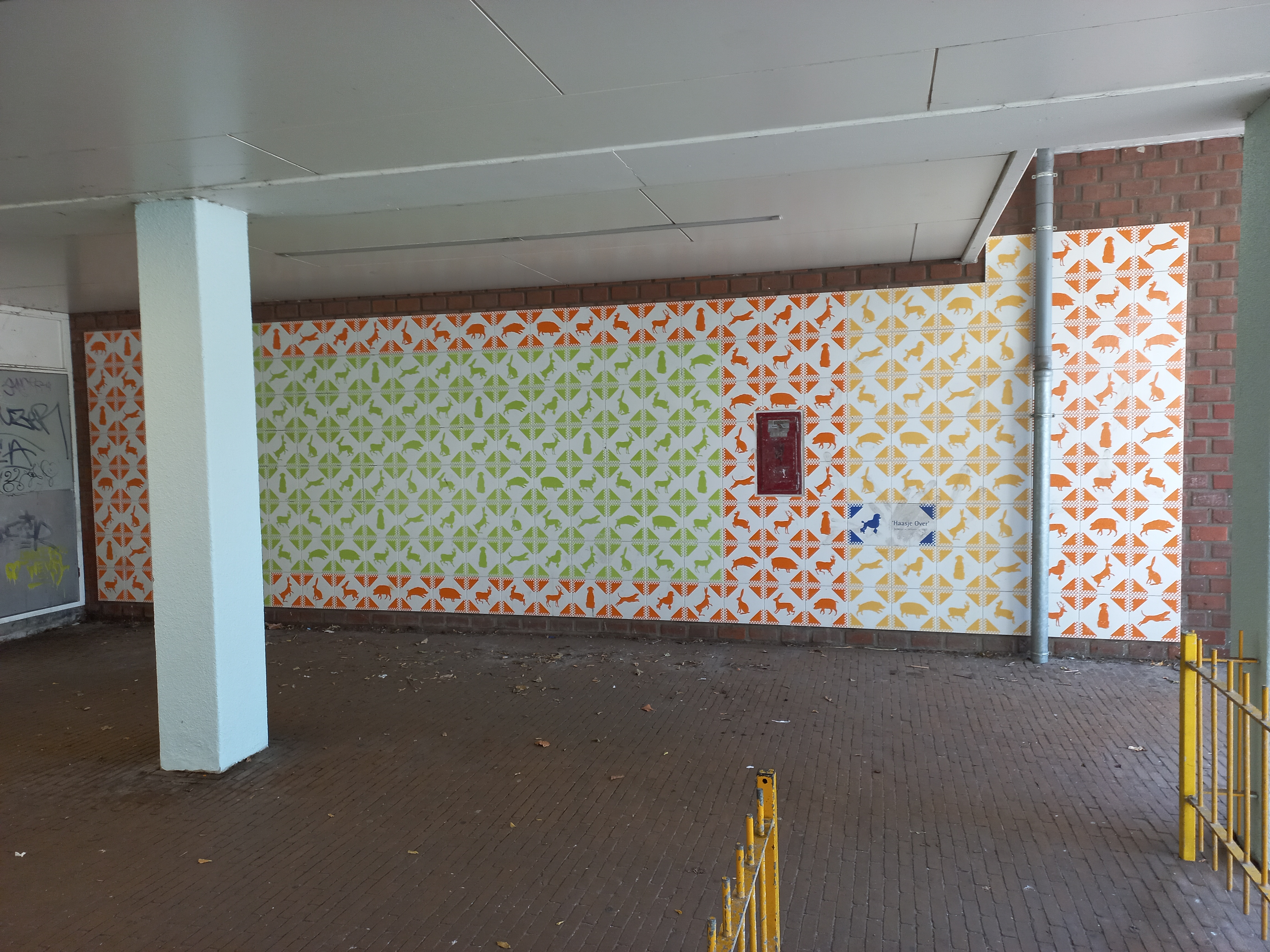
Tableau Haasje Over (augustus 2023)